# ショウナイオオカニコウモリ
ショウナイオオカニコウモリ（庄内大蟹蝙蝠、学名：Parasenecio katoanus）は、キク科コウモリソウ属の多年草。本属に属する種の花は悪臭がすることが多いが、本種の花は芳香をもつ。2015年に新種記載された。

## 特徴
根茎は直径3-7mmで、わずかに斜上し、細いひげ根が生える。茎は直立し、上部はジグザクに屈曲して伸長し、1-2回分枝して、高さは50-120cmになる。茎の基部の直径は3-5mm、わずかに縦筋があり、紫色をおび、無毛。根出葉は花時には枯れて存在しない。茎の下部につく葉はやや肉質で深い緑色、表面に鈍い光沢があり、葉身は三角形状から五角形状腎形で、長さ15-25cm、幅18-26cmになり、横幅のほうがわずかに長い。5裂片の先端はとがり、縁には粗い鋸歯があり、基部は心形になる。葉の裏面葉脈上に褐色の多細胞の軟毛が生える。葉柄は長さ5.5-13cmになり、翼はないかまたは基部側のみに狭い翼があり、基部は半ば茎を抱き、「耳」とよばれる小型の葉鞘がないかまたは小型の耳があって、葉鞘は円筒形にはならない。
花期は9月。頭状花序は散房状に上向きにつき、花序の枝は鋭角的に伸長する。すべて両性の筒状花からなり、頭花の花柄は長さ4-5mmになる。総苞は狭筒型で長さ11-13mm、総苞片は1列で5個あり、先端は鋭尖形となる。1頭花は5-6個の筒状花で構成されており、花冠は白色で長さは7-9mmになる。果実は長さ6mmになる痩果で、冠毛は長さ8-9mmになる。

## 分布と生育環境
日本固有種。本州の東北地方の山形県の庄内地方特産の植物で、落葉広葉樹林の林内や林縁に生育する。

## 名前の由来
種小名（種形容語）katoanus は、山形県の植物研究者で、本種の発見者である加藤信英への献名である。
和名 ショウナイオオカニコウモリは、本種が本州の日本海側に偏って分布するオオカニコウモリ P. nikomontanus（大蟹蝙蝠）に似て、分布域が庄内地方であることからつけられた「庄内大蟹蝙蝠」の意味。

## 新種記載
山形県鶴岡市において、山形県の植物研究者である加藤信英によって、オオカニコウモリに似るが、葉の形状、総苞の長さ、痩果の長さ、花序の枝の伸長の角度などで異なるコウモリソウ属の種が見出された。植物学者の門田裕一は、これらの特徴を調査した結果、未記載種であることがわかり、鶴岡市で2013年9月に採集したものをタイプ標本とし、2015年にこの種を新種として記載発表した。
新種記載した門田は、「コウモリソウ属の花は普通黄色味を帯びた白色の地味なものが多いが，ショウナイオオカニコウモリでは花の最盛期で純白となり，かなり美しい」と記述している。また、花に芳香があり、「この属の花には独特の，どちらかというと悪臭があるのが普通である．コウモリソウ属で花に芳香があることは初めての報告となる」としている。

## ギャラリー

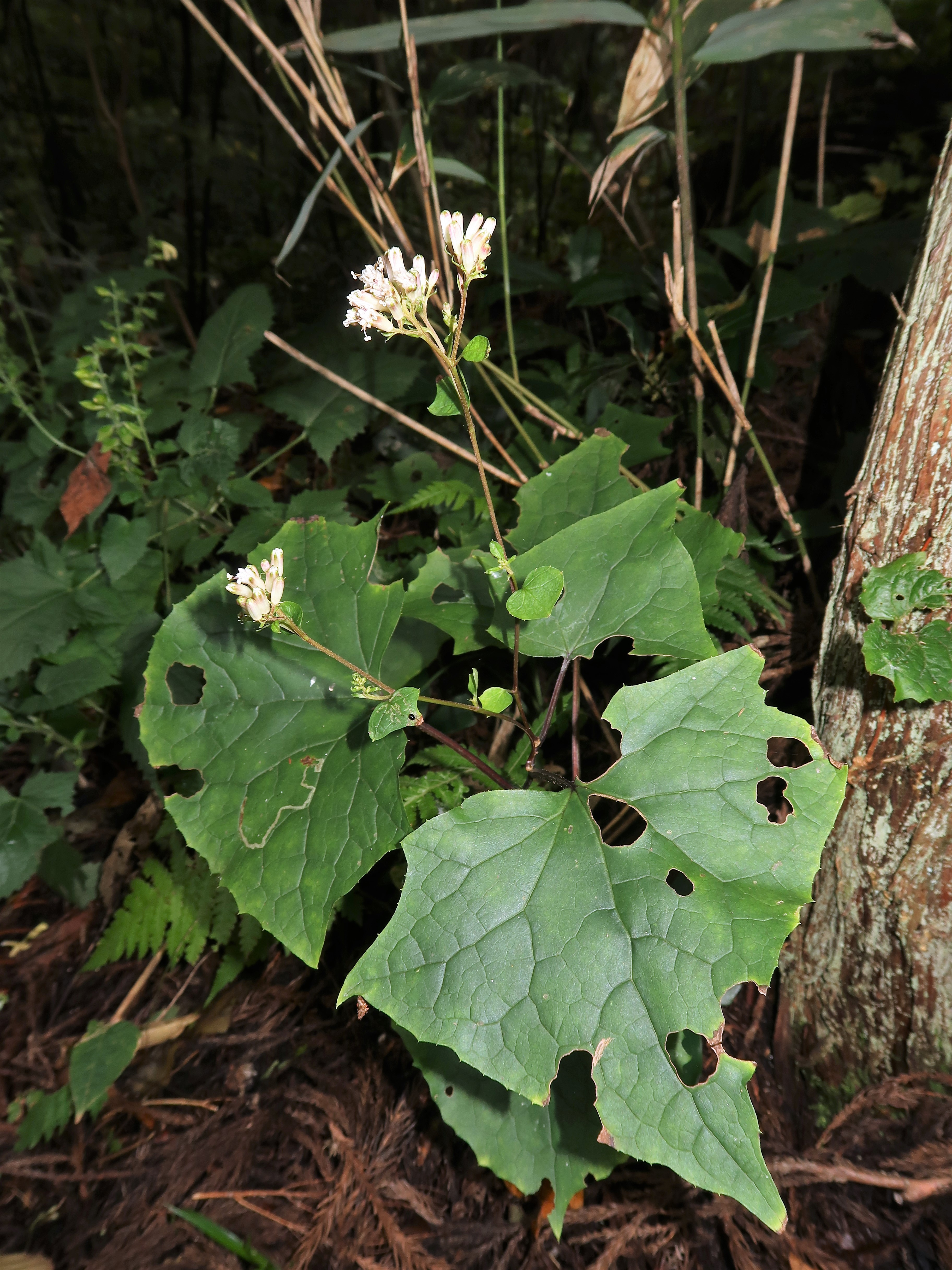
茎の上部はジグザクに伸長する。
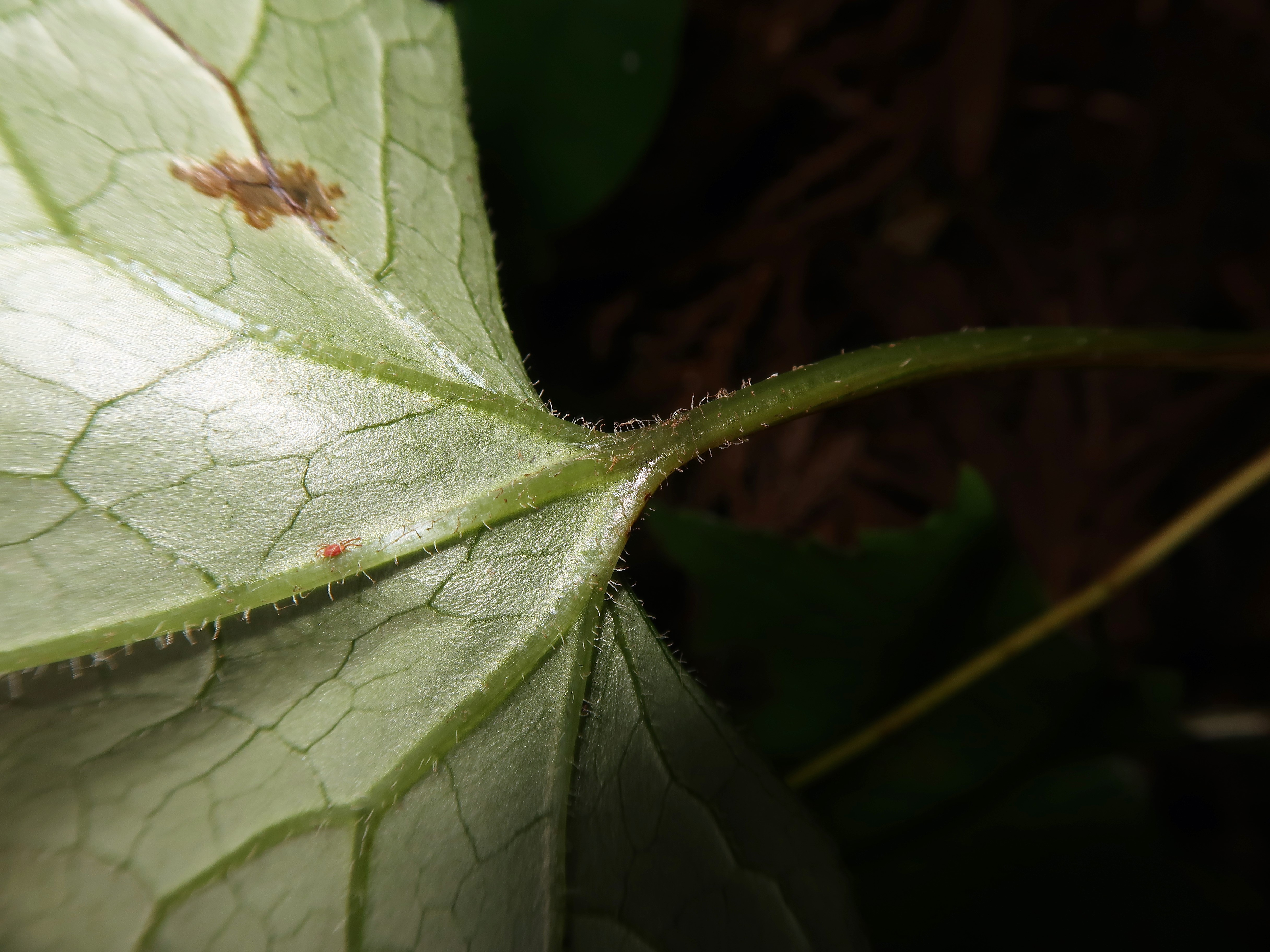
葉の裏面葉脈上に褐色の多細胞の軟毛が生える。
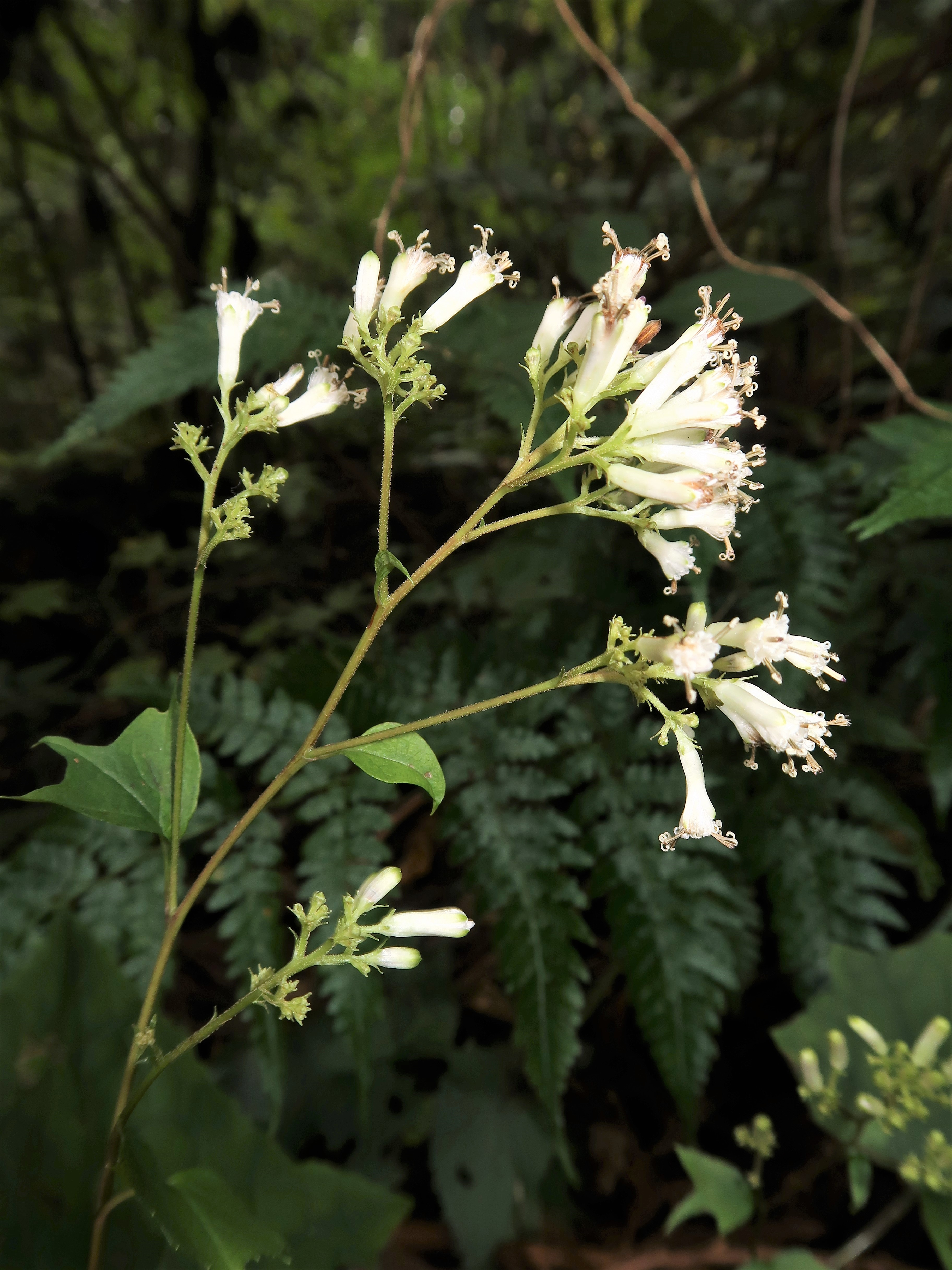
散房状の花序の枝は鋭角的に伸長する。花の色は「最盛期で純白」。
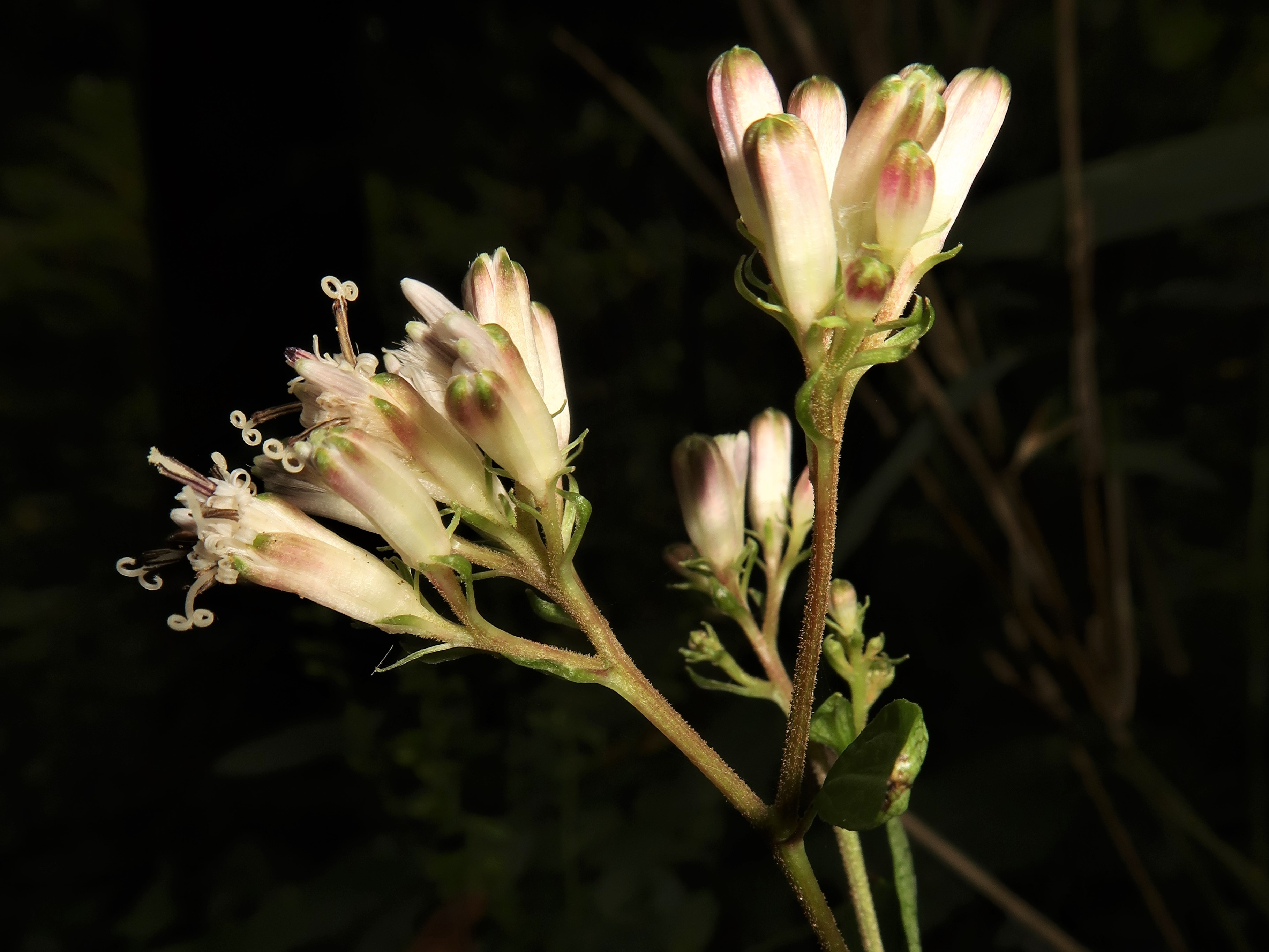
頭花。総苞片は1列で5個あり、先端は鋭尖形となる。